# Hartha
Hartha ist eine Kleinstadt im Landkreis Mittelsachsen in Sachsen (Deutschland).

## Ortslage und Ortsgliederung
Die Gemeinde Hartha umfasst die Ortsteile Aschershain, Diedenhain, Wallbach, Wendishain, Nauhain, Lauschka, Steina, Saalbach, Richzenhain und Flemmingen sowie das 2004 eingemeindete Gersdorf mit seinen Ortsteilen Langenau, Kieselbach, Neudörfchen, Schönerstädt und Seifersdorf. Damit ist Hartha eine der größten Flächengemeinden im Landkreis. Ein Großteil dieser Flächen wird noch heute landwirtschaftlich genutzt.
Benachbarte Gemeinden sind (beginnend im Norden im Uhrzeigersinn) Leisnig, Großweitzschen, Döbeln, Waldheim, Geringswalde (alle in Mittelsachsen) und im Westen Colditz im Landkreis Leipzig.
Die Stadt Hartha liegt in zentraler Lage im Dreieck der Großstädte Leipzig – Dresden – Chemnitz mit einer jeweiligen Entfernung von etwa 50 km und übt für das Umland die Rolle eines Unterzentrums aus.
Hartha liegt im mittelsächsischen Hügelland. Die höchste Erhebung ist das Harthaer Kreuz mit 326 m ü. NN. Hier kreuzen sich die B 175, die B 176 und die S 36.

## Geschichte

### Mittelalter
Die erste urkundliche Erwähnung datiert auf das Jahr 1223. Heinrich von Harth wird zusammen mit seinem Bruder Albert von Gersdorf in diesem Jahr in einer Urkunde, die in Altenburg von König Heinrich (VII.) ausgestellt wurde, als Zeuge eines Rechtsstreites erwähnt. Gersdorf ist der heutige Name eines größeren Ortsteils von Hartha.

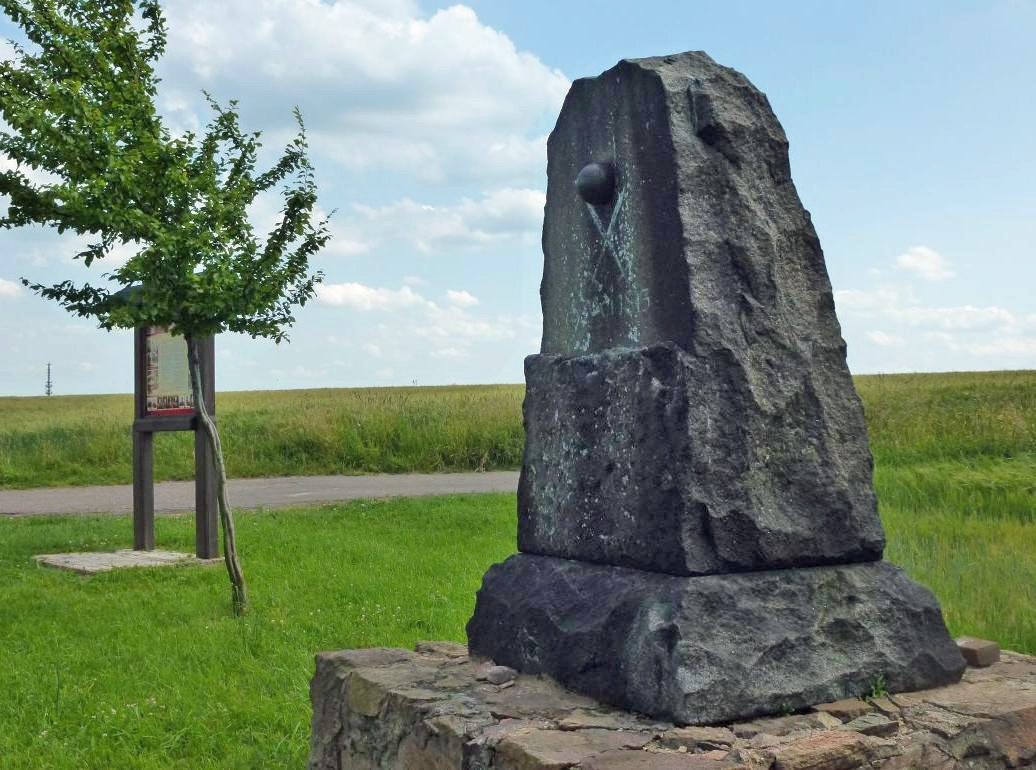
Gedenkstein und Info-Tafel zum Gefecht bei Gersdorf

Hartha war keine Gründung, sondern entstand aus einer Siedlung an der Verbindungsstraße zwischen Geringswalde, Rochlitz und der Limmritzer Furt über die Zschopau. An der oberhalb des dreieckigen Marktes liegenden Kreuzung siedelten ab Mitte des 12. Jh. Flamen. An der kreuzenden Straße von Dresden, Freiberg nach Leipzig wurde Salz aus der Gegend von Halle bis nach Böhmen transportiert. Die Vorfahren der Harthaer stammen aus Franken, Thüringen und Flandern.

### Neuzeit
Harthas Ruf als Industriestadt geht bis in die erste Hälfte des 16. Jahrhunderts zurück. Im Jahre 1506 wurde die Innung der Leineweber durch Herzog Georg von Sachsen bestätigt. Die hier hergestellten Textilprodukte wurden bereits 1750 bis nach Spanien exportiert. Neben der Textilindustrie spielte die Landwirtschaft eine bedeutende Rolle.
Beim Ortsteil Gersdorf an der Bundesstraße 176 erinnert ein Gedenkstein an das Gefecht bei Gersdorf am 5. Mai 1813.
Mitte des 19. Jahrhunderts entstand eine Reihe von Fabriken, in denen vor allem Filz, Schuhe und Metallartikel (Litze) für die Webereien, aber auch Zigarren und Knöpfe produziert wurden. Bekannt war die Kutschenfabrik von M. J. Plenikowski & Co. Dies verhalf der Stadt zu wirtschaftlichem Aufschwung.

### Historische Ortsnamensformen
In Urkunden finden sich folgende Schreibweisen:
- 1223: Heinricus de Hart (indirekte Erwähnung)
- 1404: das stetichin die Harte
- 1445/1447: Stetchen die Harthe
- 1590: Hartta
- 1791: Hartha

Der Name leitet sich vom mittelhochdeutschen Wort hart für Wald, waldiger Höhenzug ab, Hartha ist also eine Siedlung an einem (Berg-)Wald.

## Eingemeindungen
| Ehemalige Gemeinde | Datum      | Anmerkung                                              |
| ------------------ | ---------- | ------------------------------------------------------ |
| Aschershain        | 01.07.1950 |                                                        |
| Diedenhain         | 01.07.1950 |                                                        |
| Flemmingen         | 01.01.1914 |                                                        |
| Gersdorf           | 01.01.2004 |                                                        |
| Kieselbach         | 01.01.1969 | Eingemeindung nach Gersdorf                            |
| Langenau           | 01.01.1993 | Eingemeindung nach Gersdorf                            |
| Lauschka           | 01.02.1936 | Eingemeindung nach Wendishain                          |
| Nauhain            | 01.07.1950 | Eingemeindung nach Wendishain                          |
| Neudörfchen        | 01.01.1952 | Eingemeindung nach Kieselbach                          |
| Reinhardtsthal     | 1862       |                                                        |
| Richzenhain        | 01.06.1905 | Teileingemeindung, ein Teil nach Waldheim eingemeindet |
| Saalbach           | 01.07.1950 | Eingemeindung nach Steina                              |
| Schönerstädt       | 01.01.1978 | Eingemeindung nach Gersdorf                            |
| Seifersdorf        | 01.01.1968 | Eingemeindung nach Schönerstädt                        |
| Steina             | 01.01.1994 |                                                        |
| Wallbach           | 01.01.1969 |                                                        |
| Wendishain         | 01.01.1994 |                                                        |

## Politik

### Stadtrat
Seit der Stadtratswahl am 9. Juni 2024 verteilen sich die 16 Sitze des Gemeinderates folgendermaßen auf die einzelnen Gruppierungen:
- CDU: 8 Sitze
- |Freie Wählergemeinschaft Hartha: 6 Sitze
- AfD: 1 Sitz (zwei Sitze bleiben mangels Kandidaten unbesetzt)
- Mieth, Michael: 1 Sitz

| Stadtrat ab 2024Insgesamt 16 Sitze - Mieth: 1 - FWG: 6 - CDU: 8 - AfD: 1 Zwei AfD-Sitze bleiben unbesetzt. Der Stadtrat verkleinert sich entsprechend. | Liste                           | 2024   | 2024   | 2019   | 2019   | 2014   | 2014   |
| Stadtrat ab 2024Insgesamt 16 Sitze - Mieth: 1 - FWG: 6 - CDU: 8 - AfD: 1 Zwei AfD-Sitze bleiben unbesetzt. Der Stadtrat verkleinert sich entsprechend. | Liste                           | Sitze  | in %   | Sitze  | in %   | Sitze  | in %   |
| Stadtrat ab 2024Insgesamt 16 Sitze - Mieth: 1 - FWG: 6 - CDU: 8 - AfD: 1 Zwei AfD-Sitze bleiben unbesetzt. Der Stadtrat verkleinert sich entsprechend. | CDU                             | 8      | 42,6   | 8      | 44,2   | 8      | 41,5   |
| Stadtrat ab 2024Insgesamt 16 Sitze - Mieth: 1 - FWG: 6 - CDU: 8 - AfD: 1 Zwei AfD-Sitze bleiben unbesetzt. Der Stadtrat verkleinert sich entsprechend. | Freie Wählergemeinschaft Hartha | 6      | 35,0   | 7      | 43,3   | 7      | 37,4   |
| Stadtrat ab 2024Insgesamt 16 Sitze - Mieth: 1 - FWG: 6 - CDU: 8 - AfD: 1 Zwei AfD-Sitze bleiben unbesetzt. Der Stadtrat verkleinert sich entsprechend. | AfD                             | 1      | 19,0   | –      | –      | –      | –      |
| Stadtrat ab 2024Insgesamt 16 Sitze - Mieth: 1 - FWG: 6 - CDU: 8 - AfD: 1 Zwei AfD-Sitze bleiben unbesetzt. Der Stadtrat verkleinert sich entsprechend. | Mieth, Michael                  | 1      | 3,5    | –      | –      | –      | –      |
| Stadtrat ab 2024Insgesamt 16 Sitze - Mieth: 1 - FWG: 6 - CDU: 8 - AfD: 1 Zwei AfD-Sitze bleiben unbesetzt. Der Stadtrat verkleinert sich entsprechend. | Linke                           | –      | –      | 2      | 12,5   | 2      | 13,0   |
| Stadtrat ab 2024Insgesamt 16 Sitze - Mieth: 1 - FWG: 6 - CDU: 8 - AfD: 1 Zwei AfD-Sitze bleiben unbesetzt. Der Stadtrat verkleinert sich entsprechend. | SPD                             | –      | –      | –      | –      | 1      | 8,1    |
| Stadtrat ab 2024Insgesamt 16 Sitze - Mieth: 1 - FWG: 6 - CDU: 8 - AfD: 1 Zwei AfD-Sitze bleiben unbesetzt. Der Stadtrat verkleinert sich entsprechend. | Wahlbeteiligung                 | 64,1 % | 64,1 % | 58,3 % | 58,3 % | 45,1 % | 45,1 % |

### Bürgermeister
Bürgermeister ist seit 2015 Ronald Kunze.
| Wahl | Bürgermeister | Vorschlag | Wahlergebnis (in %) |
| ---- | ------------- | --------- | ------------------- |
| 2022 | Ronald Kunze  | Kunze     | 95,4                |
| 2015 | Ronald Kunze  | Kunze     | 58,8                |
| 2008 | Gerald Herbst | CDU       | 98,2                |
| 2001 | Gerald Herbst | CDU       | 99,6                |

## Wirtschaft
Hartha war und ist Standort zahlreicher Gewerbebetriebe. In den Jahren bis 1945 waren die Branchen Schuh- und Textilherstellung sowie Lebensmittelhersteller prägend, später wurde Hartha ein Zentrum für die Herstellung von Kfz-Teilen, des Textilmaschinenbaus und der Elektrotechnik. Zu den Produkten gehörten u. a. Elektromotoren, Stoßdämpfer, Hausschuhe sowie Webwaren wie die mit Karomustern versehenen „Harthaer Schottenstoffe“. Auch das Baugewerbe und das Druckgewerbe waren mit zahlreichen Unternehmen vertreten.
Auch gegenwärtig ist Hartha ein beliebter Standort der Industrie. So sind in Hartha kleine, mittlere und größere Unternehmen folgender Wirtschaftszweige aktiv: Abbau und Verarbeitung von Steinen und Erden, Elektrotechnik, Herstellung von Kfz-Teilen, Metallbearbeitung und -verarbeitung (u. a. im Bereich Galvanik, Gußtechnik, Maschinenbau), Kunststoffverarbeitung, Baugewerbe, Logistik, Druckgewerbe sowie Groß- und Einzelhandel. Zudem sind zahlreiche Unternehmen des Handwerks, des Hotel- und Gastgewerbes sowie Kulturbetriebe mit überregionaler Ausstrahlung (Veranstaltungsort Hartharena) ansässig.
Daneben befinden sich im Umland der Stadt zahlreiche Betriebe der Landwirtschaft und Viehzucht sowie Einrichtungen zur Energieerzeugung (Wasserkraft, Windkraft).

## Kultur und Sehenswürdigkeiten

### Kirche
Wenn man von der Harthaer Kirche spricht, dann ist das vierte Kirchgebäude gemeint. Die erste Kirche brannte 1506 ab. Die zweite wurde Opfer der Flammen im Dreißigjährigen Krieg. Die dritte, die 1636 erbaut wurde, war winklig und schmucklos, uneinheitlich und unregelmäßig; dies zeugte von der Armut des alten Hartha. Die Grundsteinlegung der vierten Kirche erfolgte 1868, nachdem König Johann 1861 bei einem Besuch Harthas und einer Besichtigung des alten Gotteshauses die Gemeinde in ihrem Wunsch nach einem Neubau bestärkt hatte. Die Baupläne zur neuen Kirche stammen vom Baumeister Emil Haase aus Chemnitz. Am 13. November 1870 erfolgte die Einweihung der Stadtkirche zu Hartha. Aufgrund ihrer architektonischen Schönheit im neoromanischen Baustil ist sie noch heute eine Zierde der Stadt. Seit 1910 besitzt sie ein Orgelwerk, welches mit 45 klingenden Registern das größte in der ganzen Ephorie darstellt. Die Bleiglasfenster stammen aus dem Jahr 1892.

### Sternwarte
Die an der Töpelstraße gelegene Bruno-H.-Bürgel-Sternwarte wurde schrittweise ab dem Jahr 1954 errichtet und ist Heimstätte des Vereins Sternwarte Hartha e. V., der jährlich ein Beobachter-Treffen der Bundesdeutschen Arbeitsgemeinschaft für Veränderliche Sterne organisiert. Die Sternwarte verfügt über eine umfangreiche Datensammlung zum Thema Veränderliche Sterne, welche nach der weitgehenden Digitalisierung der Fotoplatten ein Datenvolumen von 752 GB umfasst (2006).

### Weitere Sehenswürdigkeiten
- Hartha trägt den Beinamen Frosch-Hartha. Früher gab es im Stadtgebiet einige Teiche, die von Fröschen bevölkert waren. Die Frösche standen Pate für den am 11. Mai 1996 eingeweihten Froschbrunnen auf dem Marktplatz.
- Drei Viadukte der Bankrottmeile befinden sich bei den Ortsteilen Saalbach und Steina.
- Gedenkstein im Stadtpark am Reinhardtstal für alle Opfer des Faschismus

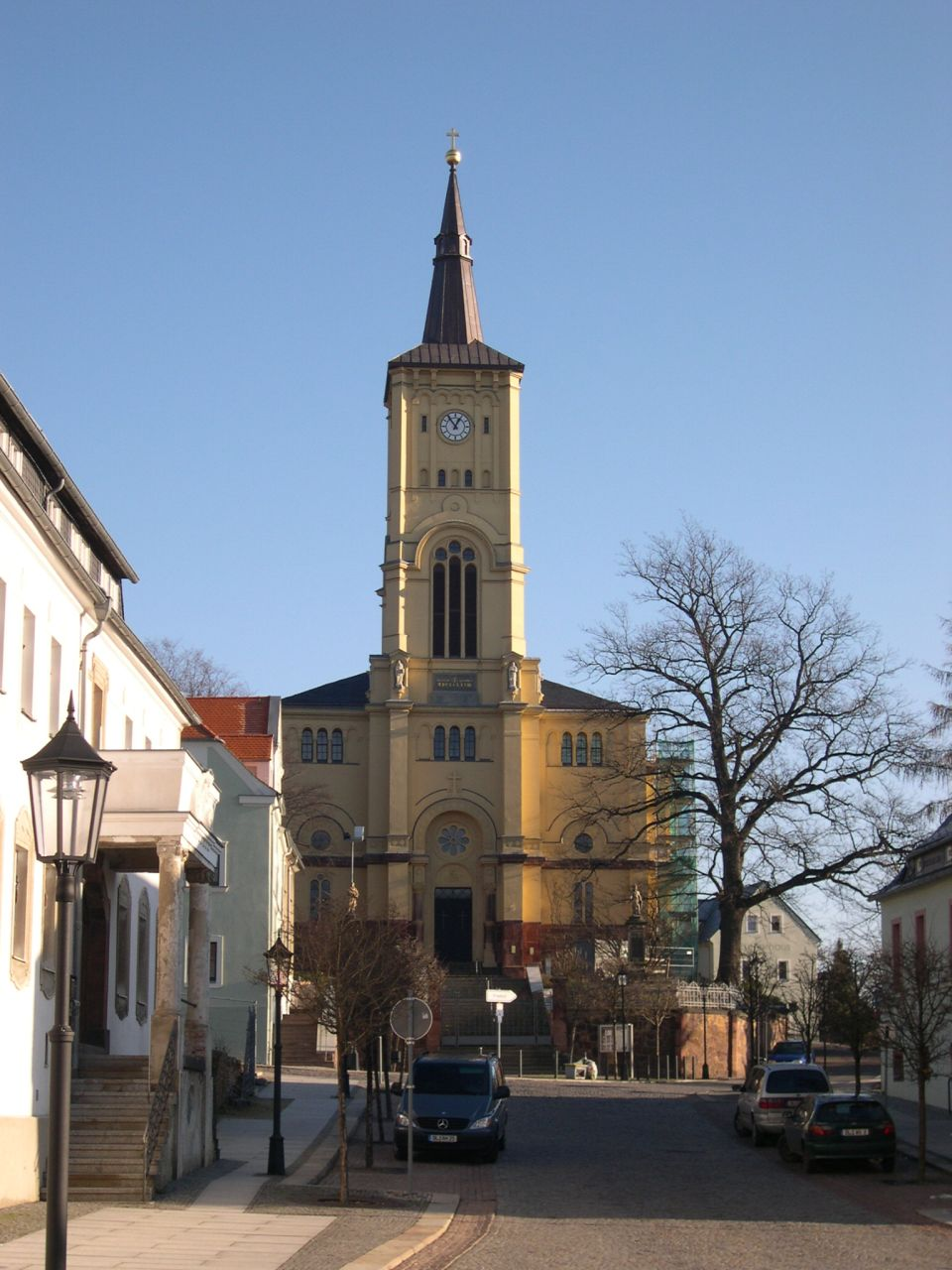
Stadtkirche
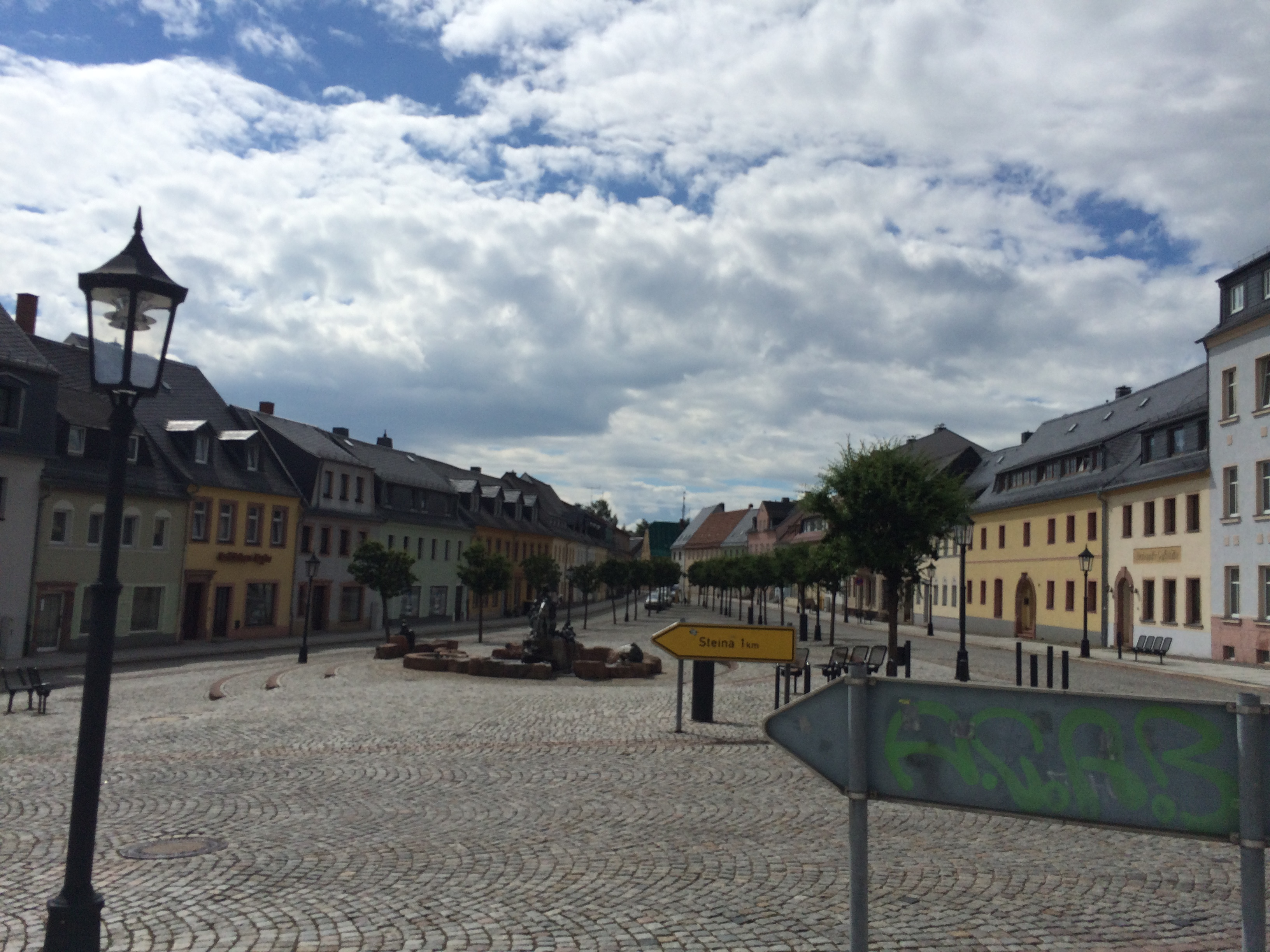
Marktplatz von Hartha
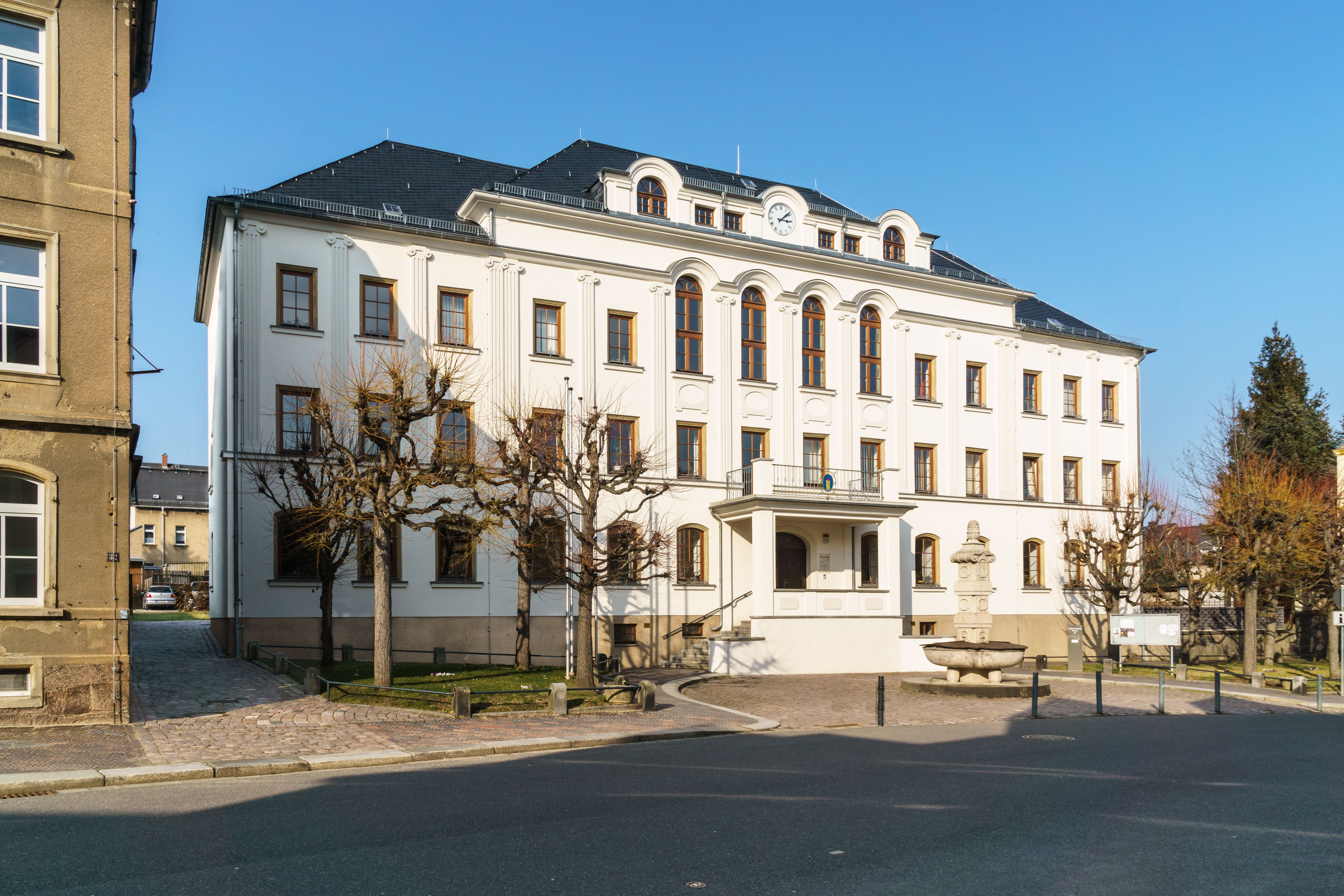
Rathaus
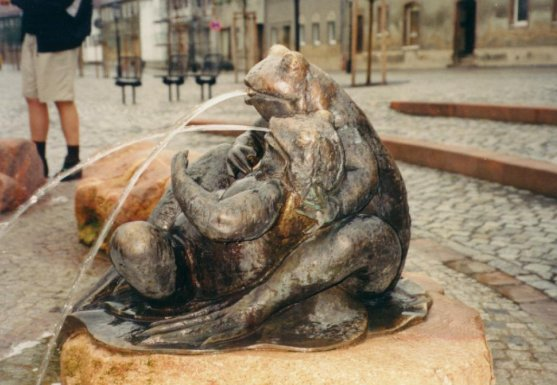
Froschbrunnen auf dem Marktplatz
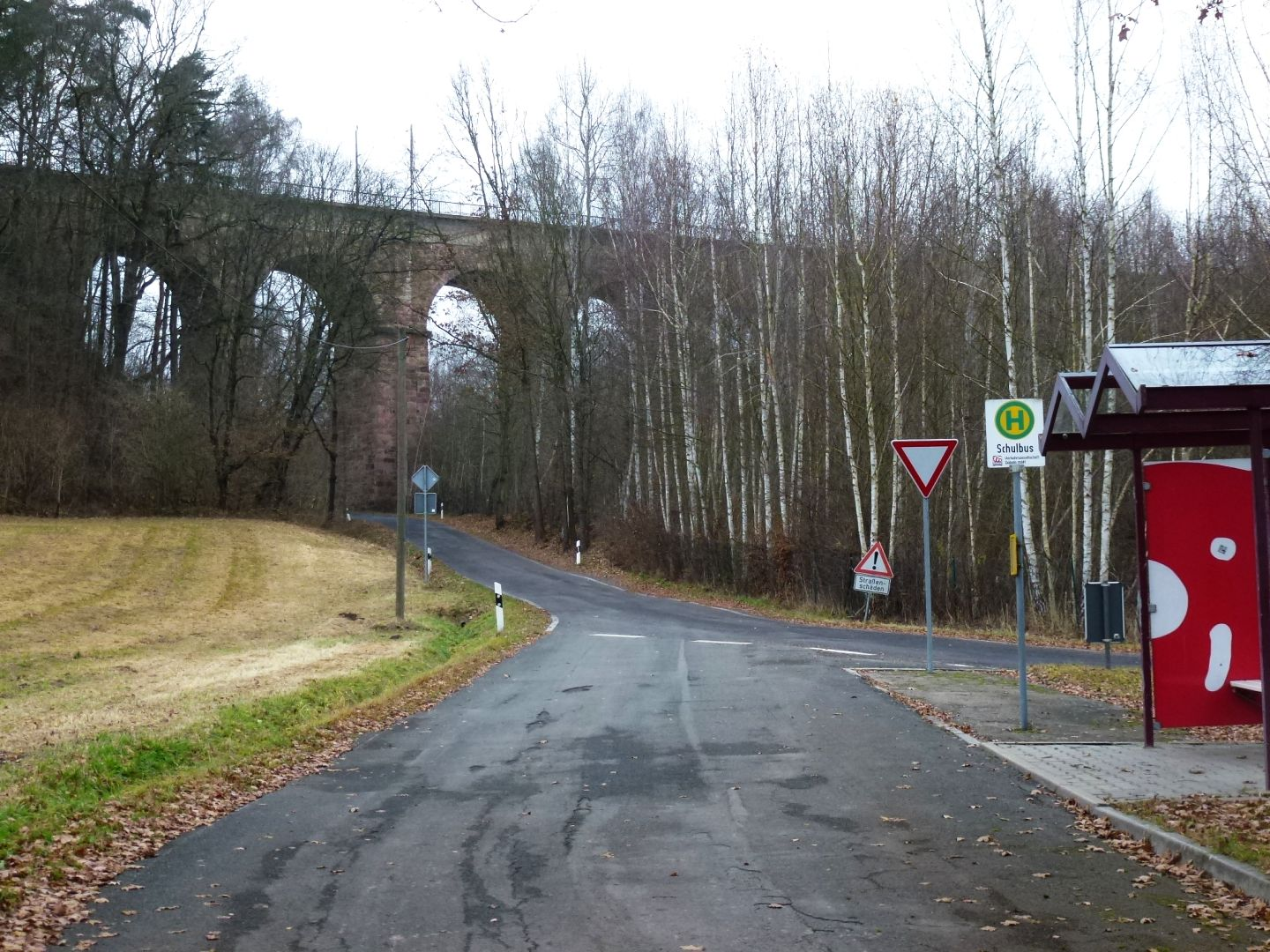
Steinaer Eisenbahn-Viadukt
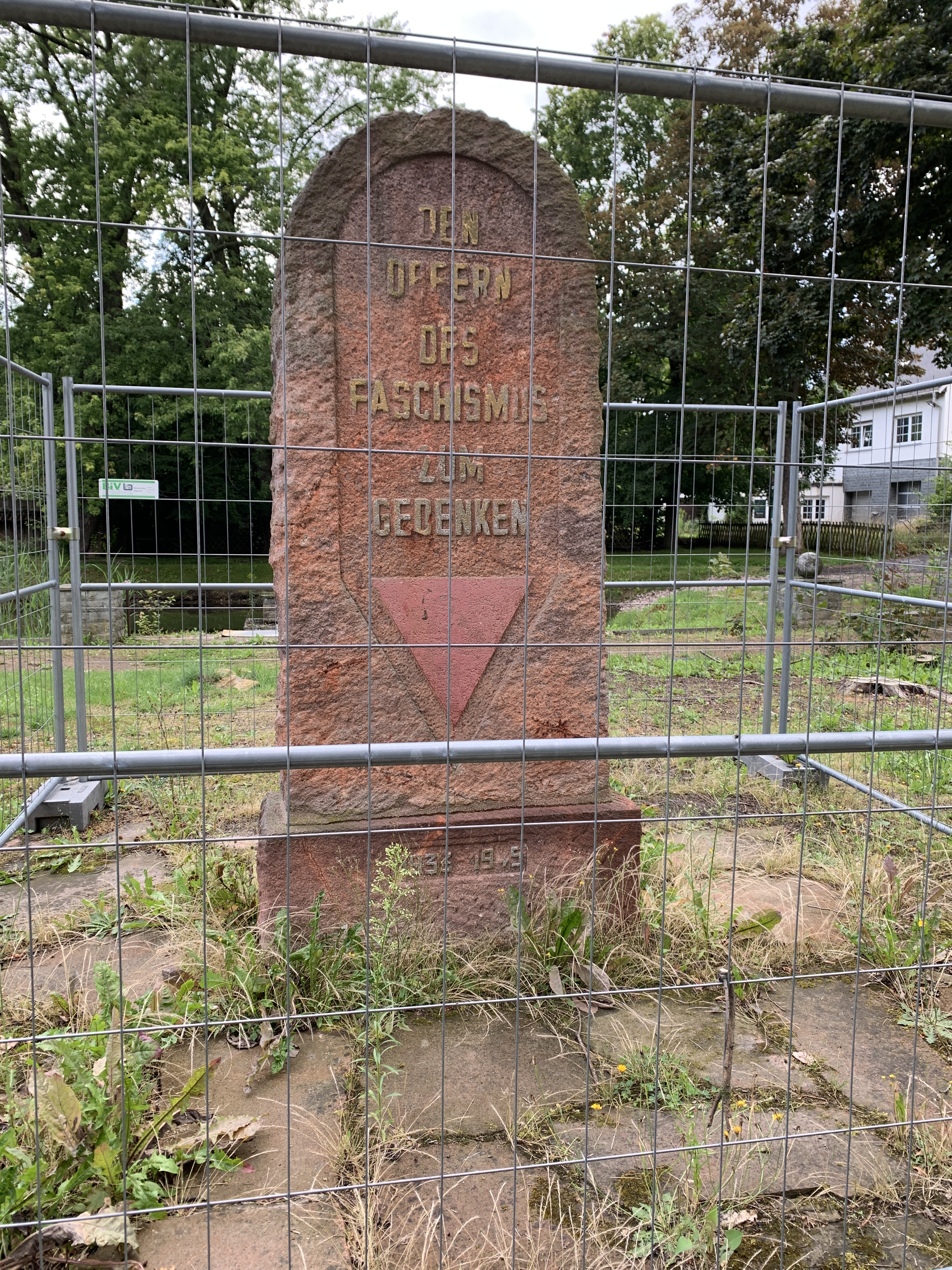
OdF Denkmal im Stadtpark

## Städtepartnerschaften
Nach der politischen Wende 1989 ging Hartha eine Städtefreundschaft mit der Stadt Fröndenberg/Ruhr/Kreis Unna (NRW) ein. Am 1. Juni 1991 erfolgte die Unterzeichnung eines Freundschaftsvertrages, nachdem bereits seit 1990 Kontakte und freundschaftliche Beziehungen bestanden hatten.

## Persönlichkeiten

### Ehrenbürger
- Martin Mutschmann (1879–1947), NSDAP-Gauleiter und Reichsstatthalter von Sachsen[13]

### Söhne und Tochter der Stadt oder mit Bezug zu derselben
Siehe auch: Persönlichkeiten von Gersdorf, Persönlichkeiten von Schönerstädt, Persönlichkeiten von Diedenhain
- Karl Grünberg (1847–1906), Webwarenfabrikant in Hartha und Politiker (SPD), MdR, MdL (Königreich Sachsen)
- Werner Heilemann (1925–2019), ehemaliger deutscher Politiker
- Max Jahn (1881–1954), Beamter, Politiker (SPD) und Bürgerschaftspräsident Bremen
- Hans Jahn (1885–1960), Politiker der SPD, Gewerkschafter und Widerstandskämpfer gegen den Nationalsozialismus
- Bernhard Moebius (1851–1898), deutsch-US-amerikanischer Metallurg und Erfinder
- Richard Müller (1903–1999), Chemiker, Entdecker des Silikon, Müller-Rochow-Synthese
- Kurt Männer (1913–1942), Fußballer, Torschützenkönig des Tschammerpokals 1937
- Osmar Spitzner (1924–1969), Universitätsprofessor, Volkskammerabgeordneter

## Verkehrsanbindung
Der Bahnhof Hartha (Kr Döbeln) liegt an der Bahnstrecke Waldheim–Rochlitz. Diese Strecke ist seit 1998 stillgelegt. Im Osten des Gemeindegebiets liegt der Haltepunkt Steina an der Bahnstrecke Chemnitz-Riesa etwa 2,5 km vom namengebenden Ortsteil und 5 km von der Stadtmitte Hartha.

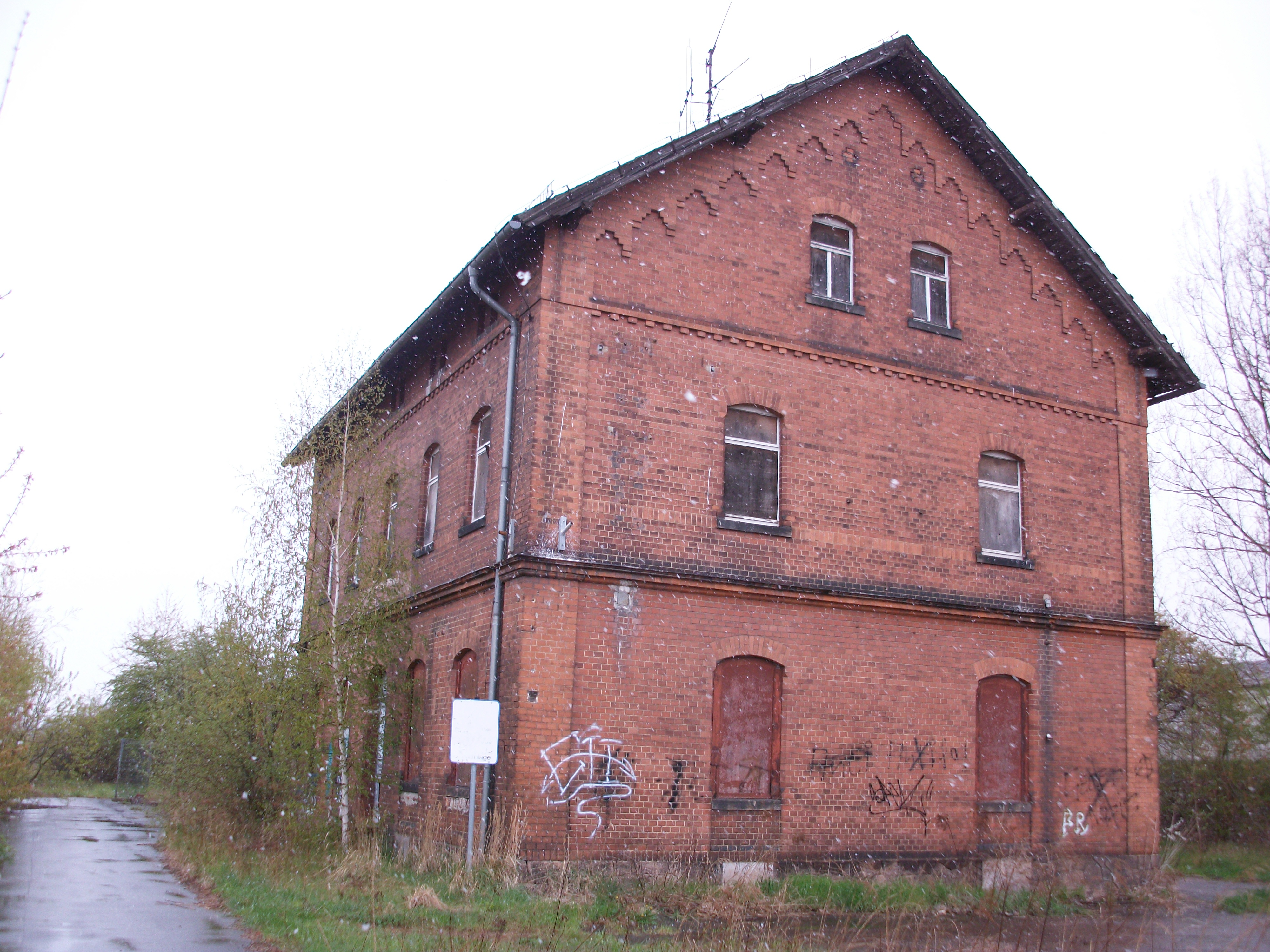
Bahnhof Hartha (Kr Döbeln), Gleisseite, 2016
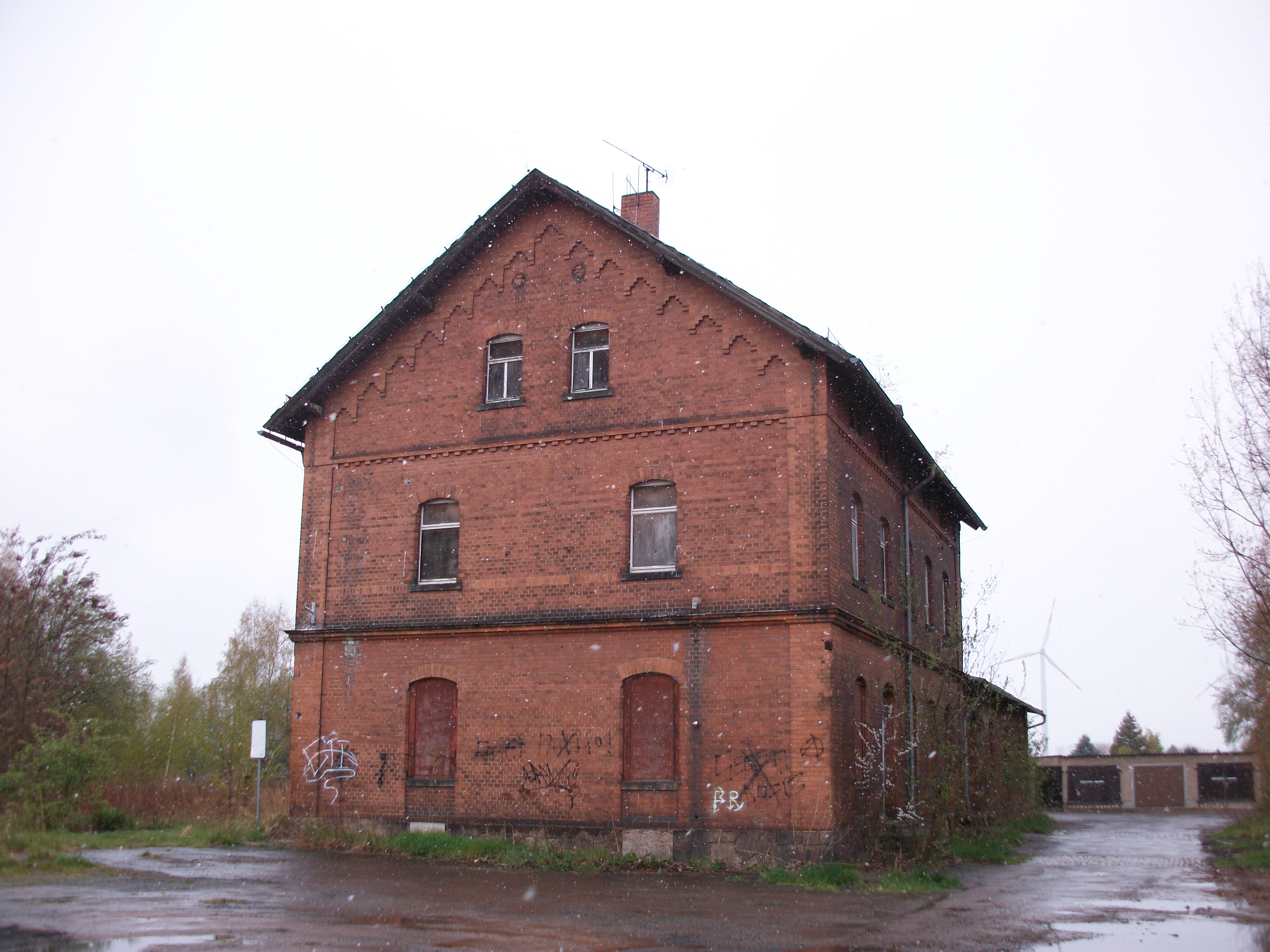
Bahnhof Hartha (Kr Döbeln), Straßenseite, 2016
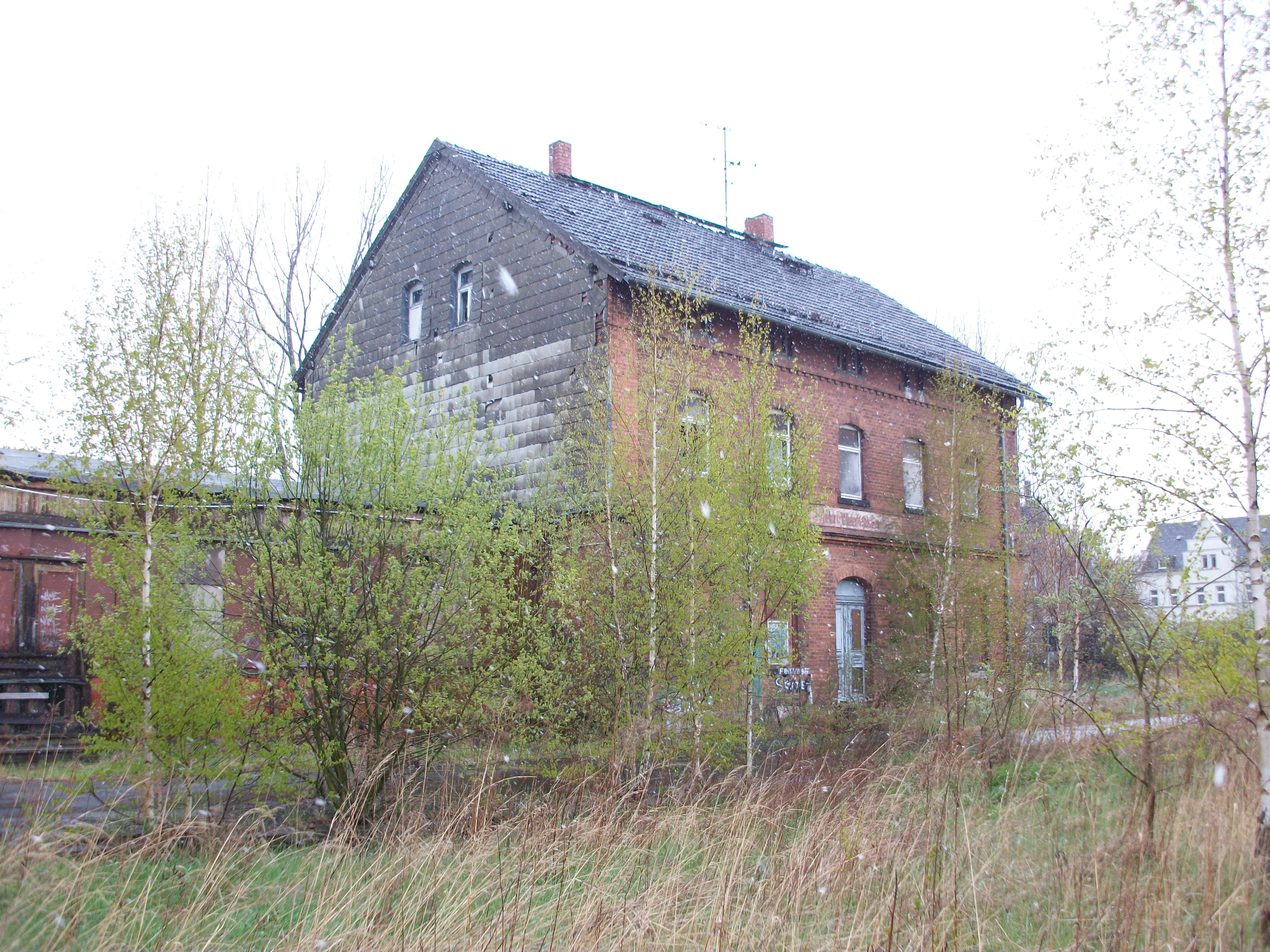
Bahnhof Hartha (Kr Döbeln) mit Bewuchs auf dem Gelände, 2016
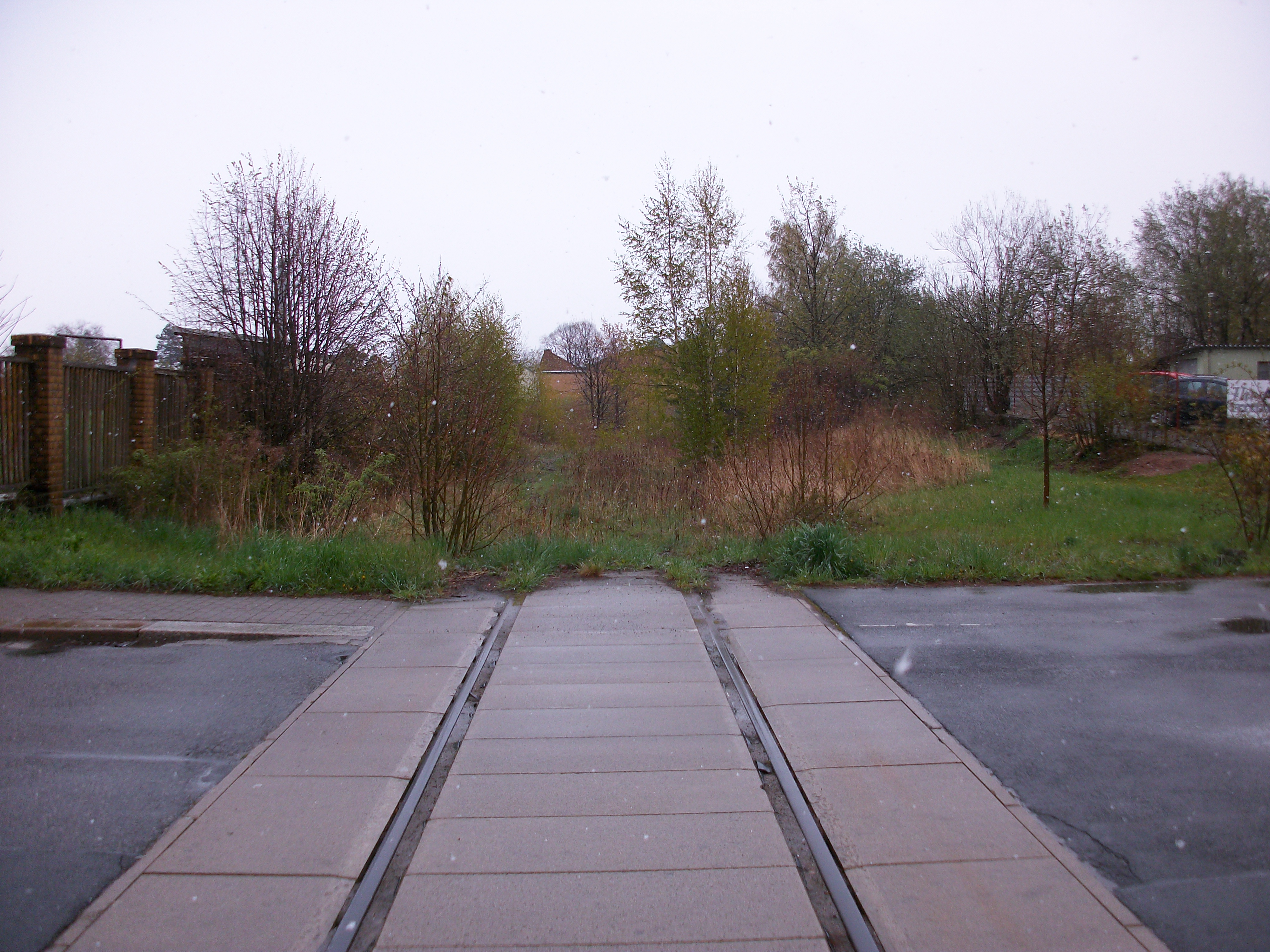
Bahnhofseinfahrt aus Richtung Waldheim, 2016

Der öffentliche Personennahverkehr wird unter anderem durch den PlusBus des Verkehrsverbund Mittelsachsen erbracht. Folgende Verbindungen führen, betrieben von der Regiobus Mittelsachsen, durch Hartha:
- Linie 922: Waldheim ↔ Richzenhain ↔ Hartha ↔ Töpeln ↔ Schweta ↔ Döbeln
- Linie 924: Waldheim ↔ Richzenhain ↔ Hartha ↔ Gersdorf ↔ Minkwitz ↔ Leisnig

Die wichtigsten Straßen auf dem Gebiet der Gemeinde sind die Bundesstraße 175, die die Stadt Hartha an ihrem Nordrand tangiert, die Bundesstraße 176, die am Harthaer Kreuz in einem Kreisverkehr in die vorige mündet, und die Staatsstraße 36, die wenige Meter östlich davon in einem weiteren Kreisverkehr die Bundesstraße 175 kreuzt und das Stadtgebiet von Hartha an der Südwestseite berührt.